# Суха (притока Розритої)
Суха — річка в Україні у Вовчанському районі Харківської області. Права притока річки Розритої (басейн Дону).

## Опис
Довжина річки приблизно 10,96 км, найкоротша відстань між витоком і гирлом — 9,23  км, коефіцієнт звивистості річки — 1,9 . Формується декількома струмками та загатами. У верхів'ї річка пересихає.

## Розташування
Бере початок на південно-західній стороні від села Пільна. Тече переважно на південний захід через село Шевченкове Перше і на південно-східній околиці села Зарічне впадає у річку Розриту, ліву притоку річки Сіверського Дінця.

## Цікаві факти
- У XX столітті на річці існували водосховище та курган Могила Голубовка[2].